# 2004 au Nunavut
Chronologie du Nunavut
- 2000
- 2001
- 2002
- 2003
- 2004
- 2005
- 2006
- 2007
- 2008

Cette page concerne des événements d'actualité qui se sont produits durant l'année 2004 dans le territoire canadien du Nunavut.

## Politique
- Premier ministre : Paul Okalik
- Commissaire : Peter Irniq (en)
- Législature : 1er législature (en) puis 2e législature (en)

## Événements
- Fondation de la Commission scolaire francophone du Nunavut[1].
- Le député de Tunnuniq Jobie Nutarak (en) devient le troisième président de l'Assemblée législative du Nunavut (en).
- 16 février : La 2e élection générale nunavoise se tient pour élire les députés territoriaux dans les 19 circonscriptions nunavoises, 1 est acclamé et 18 élections ont lieu. Huit députés du gouvernement précédent sont réélus, cinq sont défaits, et cinq qui ne s'est pas se présenter. Un des députés choisira le poste du gouvernement parmi eux; le sortant Paul Okalik est contestée par le député de Rankin-Inlet-Nord (en), Tagak Curley (en) qui se tiendra le 5 mars.
- 5 mars : Paul Okalik continue de s'occuper à diriger le gouvernement.
- 28 juin : Le Parti libéral du Canada de Paul Martin remporte l'élection fédérale, mais formera un gouvernement minoritaire. Dans la circonscription du territoire du Nunavut, la libérale Nancy Karetak-Lindell est réélu pour un troisième mandat avec 51,30 % du vote. Parmi ses quatre adversaires : la candidate indépendante et ancienne députée de Rankin Inlet South/Whale Cove Manitok Thompson (en) avec 15,74 % du vote, le néo-démocrate Bill Riddell avec 15,17 % du vote, le conservateur Duncan Cunningham avec 14,44 % du vote et le vert Nedd Kenney avec 3,33 % du vote.
- 30 juillet : Un jeune homme fait sa première apparition du super-héros Polar-man venu d'Iqaluit. Son rôle sont ses intérêts primaires en pelletant la neige sur les trottoirs pendant la journée et patrouiller la nuit dans les rues contre le crime[2],[3].
- Octobre : nomination d'Elaine Keenan-Bengts au poste de commissaire à l’information et à la protection de la vie privée par la deuxième Assemblée législative du Nunavut.